# خوان مارتينيز
خوان مارتينيز (بالإسبانية: Juan Ignacio Martínez) (23 يونيو 1964 أليكانتي إسبانيا - ) هو لاعب كرة قدم إسباني سابق كان يلعب كمدافع. كان مُدرِّبًا سابقًا للنادي العربي الكويتي.

## وصلات خارجية
خوان مارتينيز على موقع قاعدة بيانات كرة القدم.إي يو (الإنجليزية)